# Europsko prvenstvo u košarci – Španjolska 1997.
Europsko prvenstvo u košarci 1997. godine održalo se u Španjolskoj od 25. lipnja do 6. srpnja 1997. godine.